# 陈浙闽
陈浙闽（1961年6月—），浙江文成人，男，汉族。华东工程学院化学工程系有机合成专业毕业。中华人民共和国政治人物。

## 经历
1977年3月，任甘肃省广河县城关公社李家河大队插队知青。1979年9月，在华东工程学院化学工程系有机合成专业学习。1983年7月，任华东工学院（华东工程学院）党委组织部干事、副主任科员。1986年9月，在中共中央党校理论部党的学说和党的建设专业读硕士研究生。1988年7月，任华东工学院党委组织部干部。
1989年1月，进入中共天津市委党校，任党建教研室教师。1992年6月，任党建研究所副所长。1993年7月，任该校图书馆馆长、党建研究所副所长。1993年11月，任党建研究所副所长（正处级）（其间：1994年11月，晋升副教授）。1996年6月，任副教育长兼理论研究室主任（其间：1997年11月，晋升教授）。1999年1月，任副教育长兼科研处处长。
1999年12月，任中共天津市委宣传部副部长。2004年11月，任中共天津市委宣传部副部长（正局级）。2007年4月，兼任天津广播电视电影集团党委书记。2009年5月，改兼任天津市精神文明建设委员会办公室主任。2014年12月，任中共宝坻区委书记。2016年8月，任中共天津市委常委，9月兼任教育工委书记。2017年4月，任中共天津市委常委、宣传部部长。2021年1月，当选为天津市人大常委会副主任。2023年1月，换届不再出任天津市人大常委会副主任。